# フフホト市人民体育場
フフホト市人民体育場（フフホトしじんみんたいいくじょう、拼音: Hūhéhàotè Rénmín Tǐyùchǎng）は、中華人民共和国の内モンゴル自治区フフホト市にある多目的スタジアム。

## 概要
1952年開場のフフホトでは最も歴史のある競技場である。現競技場は1986年に改築工事開始、翌87年に完成し、主にサッカーの試合で用いられてきた。最大収容人数は32,000人。内モンゴル独立運動など政治運動の場としても使用されている。
2007年まで、中国サッカー・甲級リーグに所属していたフフホト黒馬がホームスタジアムとして利用していた。また内モンゴル代表も国際マッチで使用していた。